# Teià
Teià és una vila i municipi de la comarca del Maresme. El nom té el seu origen en la veu romana Taliano.
Està situat als vessants de la Serralada de Marina que limita amb Alella, el Masnou i Premià de Dalt.
Ha estat històricament un nucli tradicional d'estiueig i en les últimes dècades ha crescut considerablement per absorbir població establerta des de Barcelona.
Els dilluns té lloc el mercat setmanal.

## Geografia
- Llista de topònims de Teià (Orografia: muntanyes, serres, collades, indrets..; hidrografia: rius, fonts...; edificis: cases, masies, esglésies, etc).

El municipi de Teià es troba al voltant de la riera de Teià, en el centre d'una petita vall i al peu de la Serralada Litoral. Queda separat de Premià de Dalt pel petits turons de Salve Regina i Lledó.
En la seva zona agrícola els conreus de secà (cereals i vinya) dominen sobre els de regadiu (patates, hortalisses i flors). Després de les plagues de la fil·loxera, la vinya original desaparegué i fou replantada amb ceps americans. A finals del segle xx, ja quedaven pocs camps de conreu. L'ofensiva immobiliària va anar urbanitzant noves zones com la Molassa, Vallbellida, la Vinya o Sant Berger.

.

## Història
Les restes arqueològiques trobades al jaciment de Vallmora semblen confirmar que en temps dels romans Teià fou un dels centres principals de producció vitivinícola dels voltants de la Bàrcino romana.
El document més antic que fa referència a Teià, és datat del 958, i tracta de la venda d'una vinya on apareix el toponímic Vila Taliano. Aquest document és clau en la teoria de l'origen romà del nom Teià, que defensa que a partir del gentilici Talius o Talianum s'evolucionà cap a formes com Taliano, Tayano Taya o Teya i Taià o Teià.
La menció més antiga de la parròquia de Teià la trobem a l'Arxiu de la Catedral de Barcelona. Es tracta del testament del Comte Miró I de Barcelona, datat del 965, en el que els almoiners del comte fan lliurança a la Santa Creu de la Seu de Barcelona de les parròquies de Premiliano (Premià) i Taliano (Teià) amb els seus delmes i primícies, i altres esglésies, masos, alous, etc. A l'Arxiu Diocesà trobem unes notes de 1173 i 1174, que referint-se a la parròquia de Teià, assenyalen que no es coneix quan fou construïda, però que no hi ha dubte que és una de les més antigues. L'actual temple parroquial, d'estil gòtic-renaixement, fou construït el 1574 pel mestre d'obres Antoni Mateu. Curiosament en el contracte de construcció s'estipula que l'obra ha de tenir la forma i proporcions de l'església del Convent dels Àngels de Barcelona.
Un altre punt del contracte fa referència a la construcció d'un retaule de fusta amb quatre quadres del pintor Lluís Gaudí que facin referència a la vida de Sant Martí. Malauradament, en el transcurs de la Guerra Civil espanyola, l'any 1936, el retaule i l'orgue instal·lat posteriorment foren destruïts; només se salvaren els quadres i les figures de pedra que suportaven el retaule.
En el 1283 les cases i terres de Teià eren sota sota el domini feudal dels senyors del Castell de Burriac. Més tard, l'any 1362, Pere III el Cerimoniós va vendre a Pere Desbosc, senyor del Castell de Vilassar, el domini sobre el terme de Teià, però els teianencs agrupats en universitat i emparant-se en el dret de fadiga compraren la seva llibertat feudal amb 12.000 sous. A canvi el rei atorga als teianencs uns privilegis que prometien la inseparabilitat del terme de Teià del poder reial. Tanmateix, un segle més tard es trencà l'esmentada promesa i un castellà anomenat Fernando de Rebolledo obtingué els drets feudals sobre Teià.
El rei Ferran el Catòlic, s'hagué d'enfrontar amb el fort ressorgiment de la qüestió remença (lluita dels pagesos contra el domini feudal). La pau s'aconseguí amb la Sentència de Guadalupe (1486), en la que s'aboliren totes les formes de domini feudal i es preparà el camí cap a l'acumulació de poder per part del monarca. A partir de la Sentència, a Teià, com a molts altres pobles, es forma una universitat de veïns amb la finalitat d'aconseguir la seva llibertat.

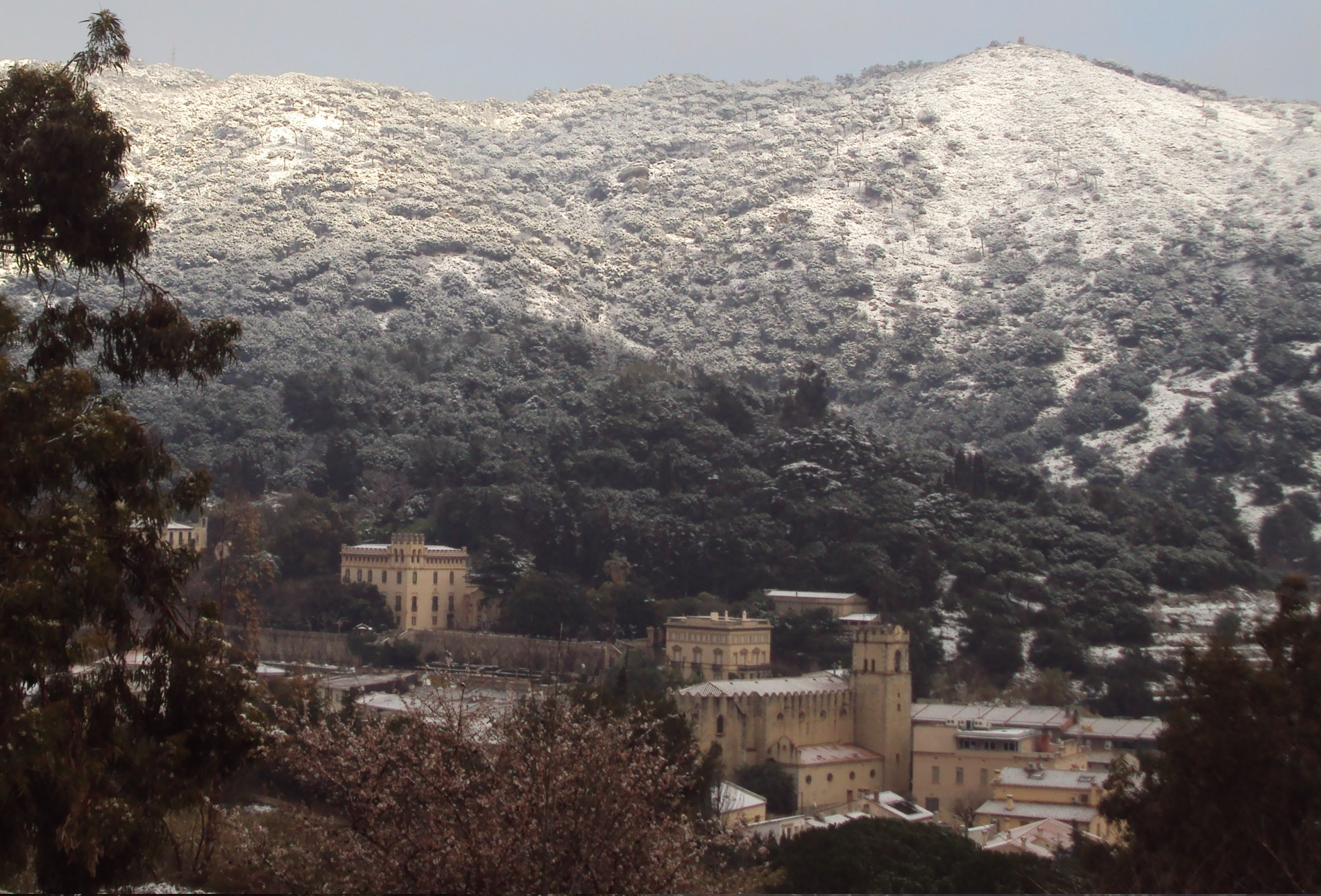
Teià nevat. 22 de febrer de 2013.

Els Privilegis de Teià foren signats pel rei Ferran i pels veïns més destacats del poble a la Cort Reial de Salamanca el 21 de novembre de 1505. Els punts principals d'aquests privilegis eren: Declaració de la inseparabilitat perpètua de la jurisdicció reial, reglament d'instauració dels càrrecs municipals, dependència jurídica de la Vegueria de Barcelona i potestat d'imposar impostos municipals. Pere Noguera fou elegit primer batlle i encetà una forma de govern municipal que durà fins al Decret de Nova Planta (1714).

### Fets de 1714
Des del 4 d'agost de 1713, representants de les poblacions properes a Mataró van acudir a la ciutat per donar l'obediència a les noves autoritats borbòniques. Tot i així, la vila de Teià, juntament amb Vilassar, no ho va fer. Conseqüentment, tres-cents soldats borbònics es van dirigir cap a aquestes localitats, però el sometent s'hi va enfrontar i els va obligar a fugir.
Poques jornades després, l'Expedició del Braç Militar del diputat militar Antoni de Berenguer i de Novell i Rafael de Nebot i Font endinsà cap a l'interior del país amb uns quatre-cents cavalls i dos o tres-cents miquelets, amb la intenció de desviar l'atenció del Setge de Barcelona i coordinar els esforços amb Manuel Desvalls i de Vergós, el governador del Castell de Cardona., derrotant els francesos l'11 d'agost a la batalla de Caldes, i el 20 d'agost a Vilassar i Teià per evitar que el marquès d'Arpajon, amb el seu destacament borbònic, represaliés les poblacions. El 20 d'agost, després de produir-se combats intensos a la vila de Vilassar, que va ser incendiada, la lluita es va desplaçar a Teià. El coronel Sebastià Dalmau va defensar l'indret, però no va evitar que una finca de la seva propietat, l'actual Can Godó, fos cremada. L'únic element que en va quedar dempeus fou la capella. Posteriorment, amb la immediatesa de la presa de Vic per part de Bracamonte, Berenguer hagué d'abandonar Manresa.
L'any 1769 es van començar els tràmits de la construcció de l'església al barri marítim del Masnou, el 1817 es va crear la Vicaria Perpètua, separada de la de Teià, i fou finalment el 1825 quan el Masnou es va segregar de Teià formant un municipi independent.

## Festa Patronal
La Festa Patronal de la vila de Teià és el dia de Sant Martí, l'11 de novembre.

## Gastronomia
És típic de Teià el relleno, un plat de Festa Major (l'11 de novembre, Sant Martí) és un plat confitat de pomes farcides amb carn picada.

## Demografia
| 1497 f | 1515 f | 1553 f | 1717 | 1787  | 1857  | 1877  | 1887  | 1900  | 1910  |
| ------ | ------ | ------ | ---- | ----- | ----- | ----- | ----- | ----- | ----- |
| 34     | -      | 43     | 689  | 1.611 | 1.373 | 1.331 | 1.210 | 1.208 | 1.298 |

| 1920  | 1930  | 1940  | 1950  | 1960  | 1970  | 1981  | 1990  | 1992  | 1994  |
| ----- | ----- | ----- | ----- | ----- | ----- | ----- | ----- | ----- | ----- |
| 1.374 | 1.528 | 1.426 | 1.461 | 1.715 | 2.025 | 2.230 | 3.509 | 3.870 | 3.870 |

| 1996  | 1998  | 2000  | 2002  | 2004  | 2006  | 2008  | 2010  | 2012  | 2014  |
| ----- | ----- | ----- | ----- | ----- | ----- | ----- | ----- | ----- | ----- |
| 4.669 | 4.847 | 5.280 | 5.581 | 5.751 | 5.867 | 5.987 | 6.081 | 6.154 | 6.141 |

| 2016  | 2018  | 2020  | 2022  | 2024  | 2026 | 2028 | 2030 | 2032 | 2034 |
| ----- | ----- | ----- | ----- | ----- | ---- | ---- | ---- | ---- | ---- |
| 6.254 | 6.312 | 6.427 | 6.635 | 6.818 | -    | -    | -    | -    | -    |

| Entitat de població | Habitants (2024) |
| Teià                | 3.767            |
| les Valls           | 1.729            |
| Sant Berger         | 479              |
| Vallvallida         | 358              |
| la Molassa          | 243              |
| la Muntanya         | 132              |
| Víctor Font Gual    | 53               |
| Buvisa              | 51               |
| Font: Idescat       |                  |

## Llocs d'interès
- Fons Batllori, situat a La Unió, amb una exposició permanent d'Antoni Batllori i Obiols.[5]

## Tei de Plata
El Tei de Plata és la màxima distinció que atorga l'Ajuntament de Teià i té per objectiu distingir aquelles persones o entitats, que al llarg de la seva vida, hagin destacat pels seus extraordinaris mèrits personals o col·lectius i hagin contribuït al desenvolupament cultural, educatiu, esportiu, participatiu, del medi ambient o social en benefici de la vila.
| Any  | Guardonat/da                                                                           | Justificació |
| ---- | -------------------------------------------------------------------------------------- | --- |
| 1991 | Martí Casals Castellsagué i Antonieta Lladó                                            | "Per haver contribuït amb el seu treball i esforç al desenvolupament cultural d'aquesta vila." |
| 1992 | Antoni Batllori i Jofré i voluntaris Olímpics i Paralímpics Jocs del 1992 de Barcelona | "Pel seu treball professional, històric i cultural realitzat en bé de la nostra vila." |
| 1993 | Dr. Eduard de Mariano i Figueras                                                       | "Pel seu treball professional i gran humanitat." |
| 1994 | Agrupació Esportiva Teià                                                               | "Per haver col·laborat a confeccionar la història visual del bàsquet a Teià" |
| 1995 | Jordi Puigoriol i Sala                                                                 | "Com a vilatà i empresari que per si sol n'és prou mereixedor, sinó també a la seva històrica empresa familiar "El Blanqueix", la qual ha contribuït sempre al llarg de la seva història al desenvolupament cultural, social, esportiu i religiós de la vila de Teià."                                                                                  |
| 1996 | Joaquim Botey Brunet                                                                   | "Per la seva trajectòria pública i personal i de participació al llarg dels anys en entitats públiques i privades relacionades tant en l'àmbit cultural, com educatiu, esportiu, polític i social de la nostra vila." |
| 1997 | Paquita Mateu Vidal                                                                    | "Per la seva trajectòria personal al front de l'establiment Cafè de Baix per la seva tasca social realitzada, d'acollida, convivència, i relació envers els nostres veïns". |
| 1998 | Club de Futbol Teià                                                                    | "pel treball i l'esforç per la continuació del futbol a tots els nivells, així com per la seva participació en actes culturals de la nostra vila i coincidint amb el 75è aniversari del Club." |
| 1999 | Escola El Cim                                                                          | "En recononeixement a la tasca realitzada any darrera any en festes i actes culturals que tenen lloc a la nostra Vila" |
| 2000 | Agrupació de Defensa Forestal de Teià                                                  | "En reconeixement a [sic] l'entitat que millor té organitzades i previstes les tasques de prevenció d'incendis." |
| 2001 | Martí Creus Pujadas                                                                    | "Persona totalment reconeguda a la nostra Vila, que durant molts anys ha dedicat bona part del seu temps al desenvolupament cultural, social i sobretot esportiu en benefici del poble de Teià". |
| 2002 | Victor Barber Barber                                                                   | "Reconeixent el seu caràcter social, la seva personalitat i la seva inapreciable amistat." |
| 2003 | Pepita Codoñés i Oriola                                                                | "Per tota una vida dedicada al comerç de gelats i llaminadures per a la mainada i la gent de Teià." |
| 2004 | Joan Botey i Casals                                                                    | "En reconeixement a [sic] 24 anys com a regidor de l'Ajuntament dedicats a la promoció de l'activitat cultural a Teià." |
| 2005 | Colla Gegantera de Teià                                                                | “[…] per la seva aportació al moviment cultural i associatiu del nostre poble i per la difusió del nom de Teià arreu, coincidint amb la commemoració dels 500 anys dels Privilegis de Teià.” |
| 2006 | Agrícola de Teià, S.C.C.L.                                                             | “[…] per la contribució històrica de la pagesia a l'activitat econòmica de Teià, i en agraïment per la cessió del solar de la Cooperativa per a la construcció d'un equipament públic en benefici del poble.” |
| 2007 | Rosa Maria Mercadé i Casas                                                             | "[…] pel seu esperit entusiasta i participatiu en els actes culturals i socials del nostre poble, i pel seu tarannà solidari amb la gent de Teià." |
| 2008 | Mossèn Joan Deu Martí                                                                  | "[…] pel seu compromís personal en la reconstrucció del temple i l'impuls de les iniciatives del jovent de Teià en un moment transcendental de la vida social, cultural i política del poble i del país entre els anys 1971 i 1989." |
| 2009 | Pepeta Corbera (Can Marcual) i Pepita Creus (Ca l'Olivé)                               | "A Pepeta Corbera i Raventós, en representació del comerç teianenc, per la seva tasca de promoció del teixit comercial al servei de Teià al capdavant d'un establiment centenari" / "A Pepita Creus i Botey, en representació del comerç teianenc, per la seva tasca de promoció del teixit comercial al servei de Teià al capdavant d'un establiment." |
| 2010 | Societat La Flor de la Palma                                                           | "[…] pel seu compromís amb Teià i amb moltes generacions de teianencs i teianenques que l'ha convertit en els darrers cent anys en un referent de la vida cultural i social del nostre municipi" |
| 2011 | Josep Duran Duran                                                                      | "[…] per la vostra aportació fotogràfica documental, per la vostra col·laboració amb les entitats i, en especial pel vostre tarannà, que ha estat un exemple per a tots els teianencs i teianenques" |
| 2012 | Dimonis de Teià                                                                        | "[…] en reconeixement de la seva tasca en pro de la cultura i tradició catalanes i per la seva implantació en les activitats culturals de Teià i el seu compromís i exemple per a tot el món associatiu" |
| 2013 | Honori Navarro                                                                         | "A l'Honori Navarro, home de bé, honest, amic i incansable treballador pel poble" |
| 2014 | Joan M. De Castellar                                                                   | “Per la trajectòria professional i artística i per la col·laboració desinteressada amb les entitats i el poble de Teià” |
| 2015 | Jaume Bardavio Colomer                                                                 | “Per haver contribuït activament a Teià a la difusió i la preservació de la cultura i les tradicions catalanes” |
| 2016 | Rosa Villaplana Puig                                                                   | “Per la seva implicació en el teixit associatiu teianenc, la seva dedicació altruista i compromesa, i la seva trajectòria al capdavant de l'Oficina de Català i a favor de la llengua catalana.” |
| 2017 | Esplai Ítaca                                                                           | “[…] per la seva trajectòria educativa els darrers 30 anys i la participació activa en el teixit sociocultural de Teià.” |
| 2018 | Centre d'Educació Infantil Bambi                                                       | "[…] per la tasca educativa desenvolupada durant 50 anys al servei dels infants i les famílies de Teià." |

## Teianenc/a de l'any
El guardó del/la Teianenc/a de l'any neix el 2017 amb la voluntat de crear una nova distinció atorgada de forma participativa per la mateixa ciutadania de Teià, escollida per votació popular. Aquest distintiu reconeix públicament un teianenc o teianenca que durant el darrer any ha destacat per algun acte concret o un fet extraordinari en l'àmbit social, cultural, esportiu o científic.
| Any  | Guardonat/da      | Justificació |
| ---- | ----------------- | --- |
| 2017 | Josep Villagrassa | Per l'acció solidària de participació en la Marató de Barcelona amb els Gegants de Teià en favor dels refugiats.                                      |
| 2018 | Laia Dosta        | Per haver impulsat i coordinat el projecte Gomesi, d'apoderament de la dona a Uganda amb la seva ONG Djouma i amb la col·laboració de Petits Detalls. |

## Teianencs il·lustres
- Mateu Sabater i Estaper, (1838-1920), músic.